# 拉迪斯拉夫·诺沃麦斯基
拉迪斯拉夫·诺沃麦斯基又名拉科·诺沃麦斯基（捷克語：Ladislav Novomeský，Laco Novomeský，1904年12月27日—1976年9月4日），是捷克斯洛伐克、斯洛伐克诗人。1925年加入捷克斯洛伐克共产党，曾任党中央委员。1950年被指责“民族主义错误”，遭到撤销党内外一切职务，关入监狱。1963年恢复名誉，重新在文化界任职。

## 作品
- 《星期日》(1927年)
- 《长菱形》(1932年)
- 《敞开的窗户》(1935年)
- 《西班牙的天空》(1937年)
- 《在村后的圣像》(1939年)
- 《薇拉·苔莱丝》(1963年)
- 《偷偷留下的铅笔》(1948年)
- 《未发现的世界》(1964年)
- 《我住着的房子》(1966年)